# Durbach
Pour les articles homonymes, voir Durbach.
Ne doit pas être confondu avec Durbaach.
Durbach est une commune allemande du Pays-de-Bade, dans le land de Bade-Wurtemberg, et plus précisément dans l'arrondissement de l'Ortenau (district de Fribourg-en-Brisgau).

## Économie
La commune pratique la culture de la vigne, et notamment la variété traminer (originaire de la ville italienne de Tramin, dans le Haut-Adige) depuis le Moyen Âge. Dès 1836, on y cultive également du sauvignon.

## Culture et attractions
- Château Staufenberg[1]
- Musée d'art contemporain – Collection Hurrle[2]
- Parc de sculptures[3]

## Villes partenaires
Des villes partenaires sont :
- Autriche Bürserberg, Vorarlberg, Autriche[4]
- France Châteaubernard, Nouvelle-Aquitaine, France[5].

## Galerie

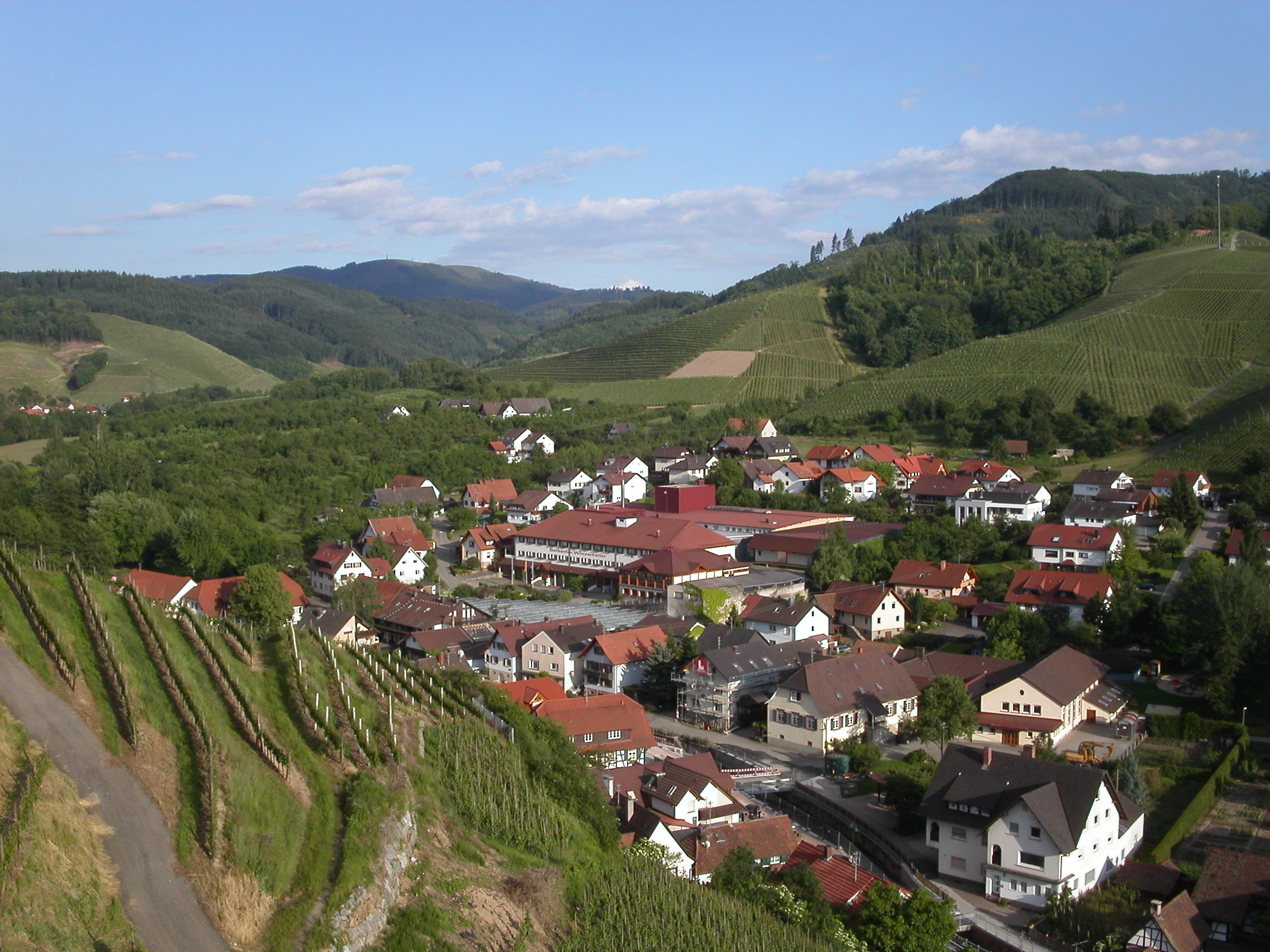
Durbach, vue d'ensemble
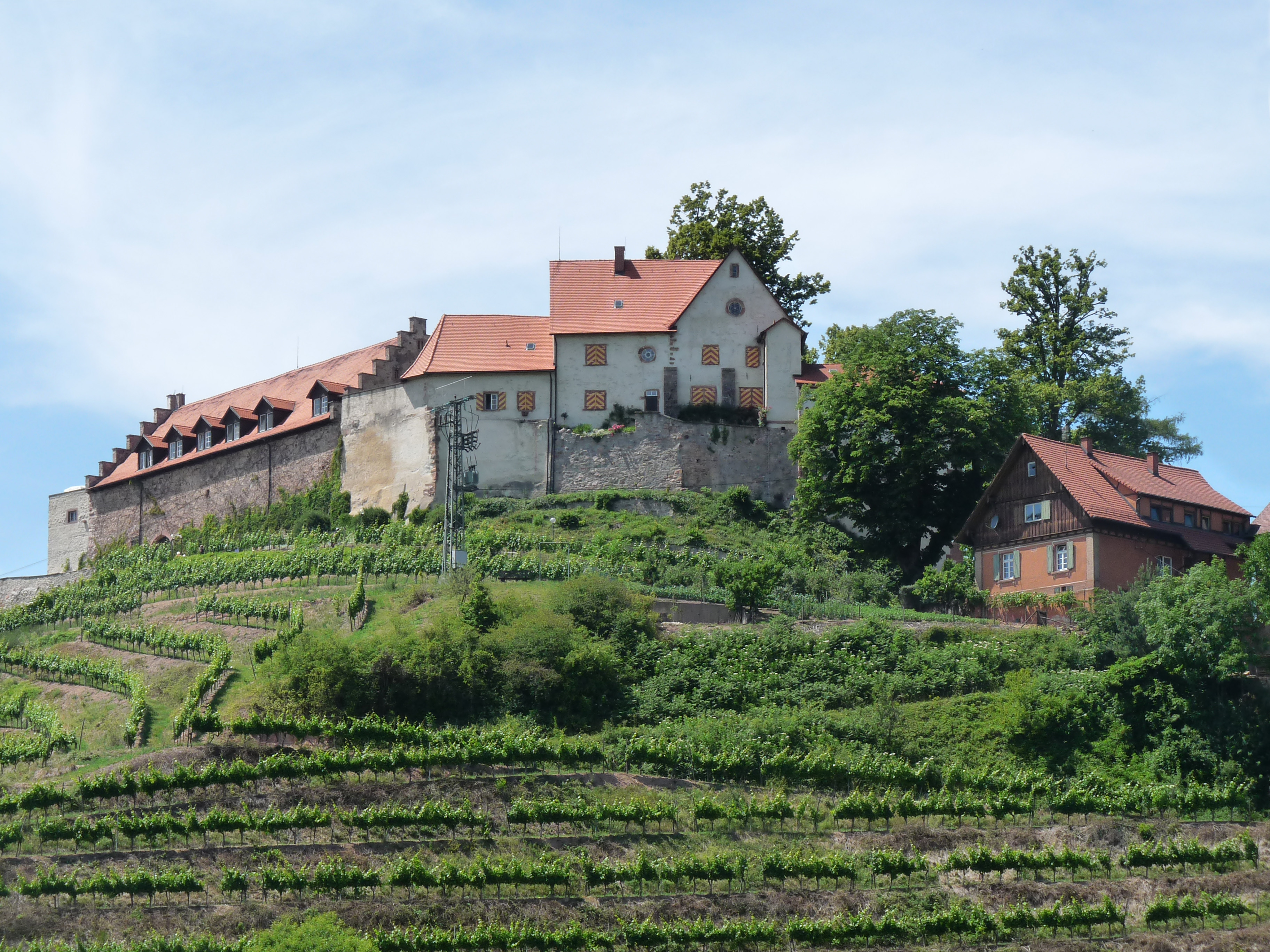
Chateau Staufenberg
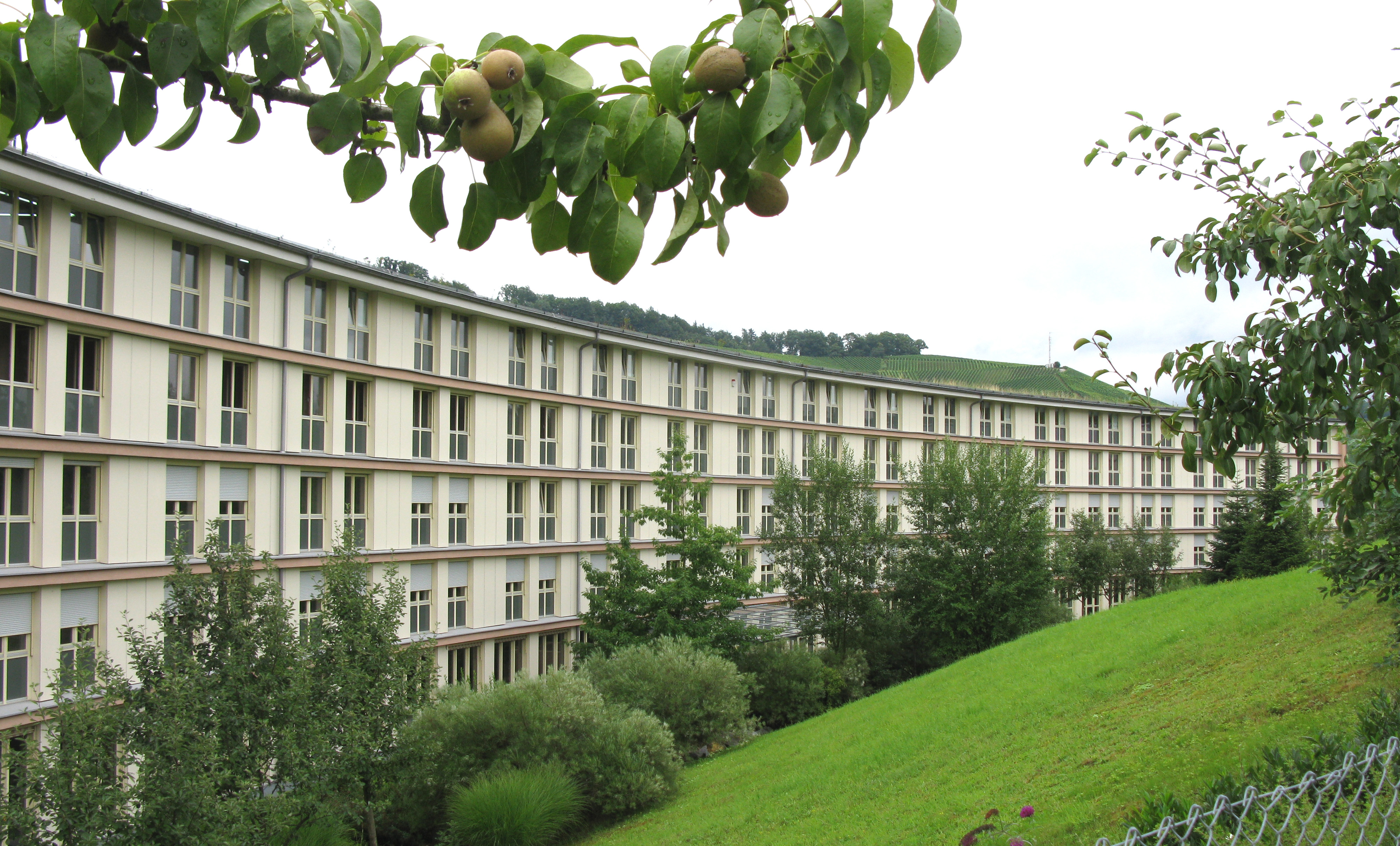
Hôtel des Quatre-Saisons (Hotel Vierjahreszeiten), autrefois hôpital, dont le 4e étage a hébergé jusqu'en 2019 le musée d'Art contemporain Hurrle
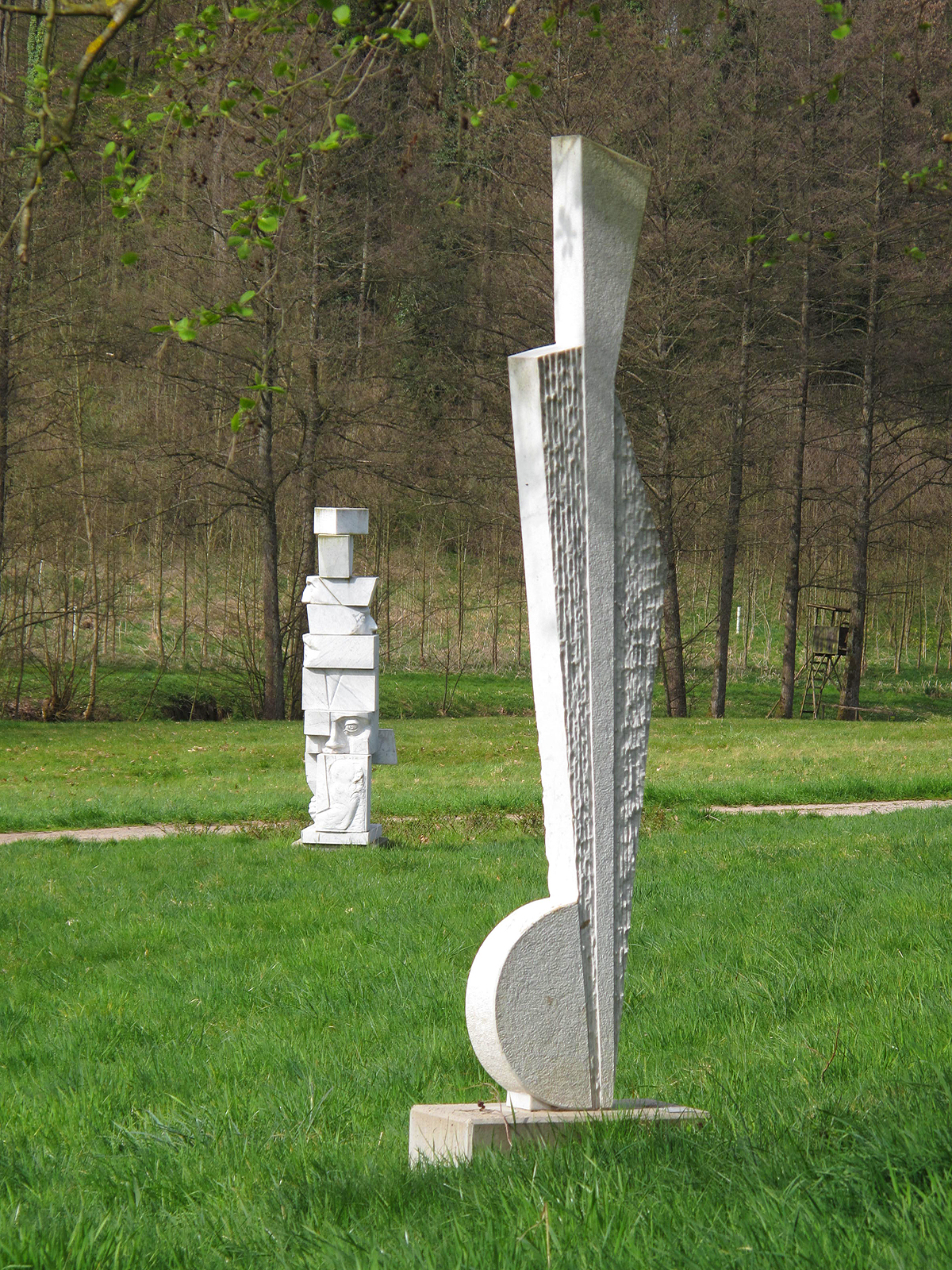
Martin Petz (Topas), Solitudine, 1996 Parc des sculptures
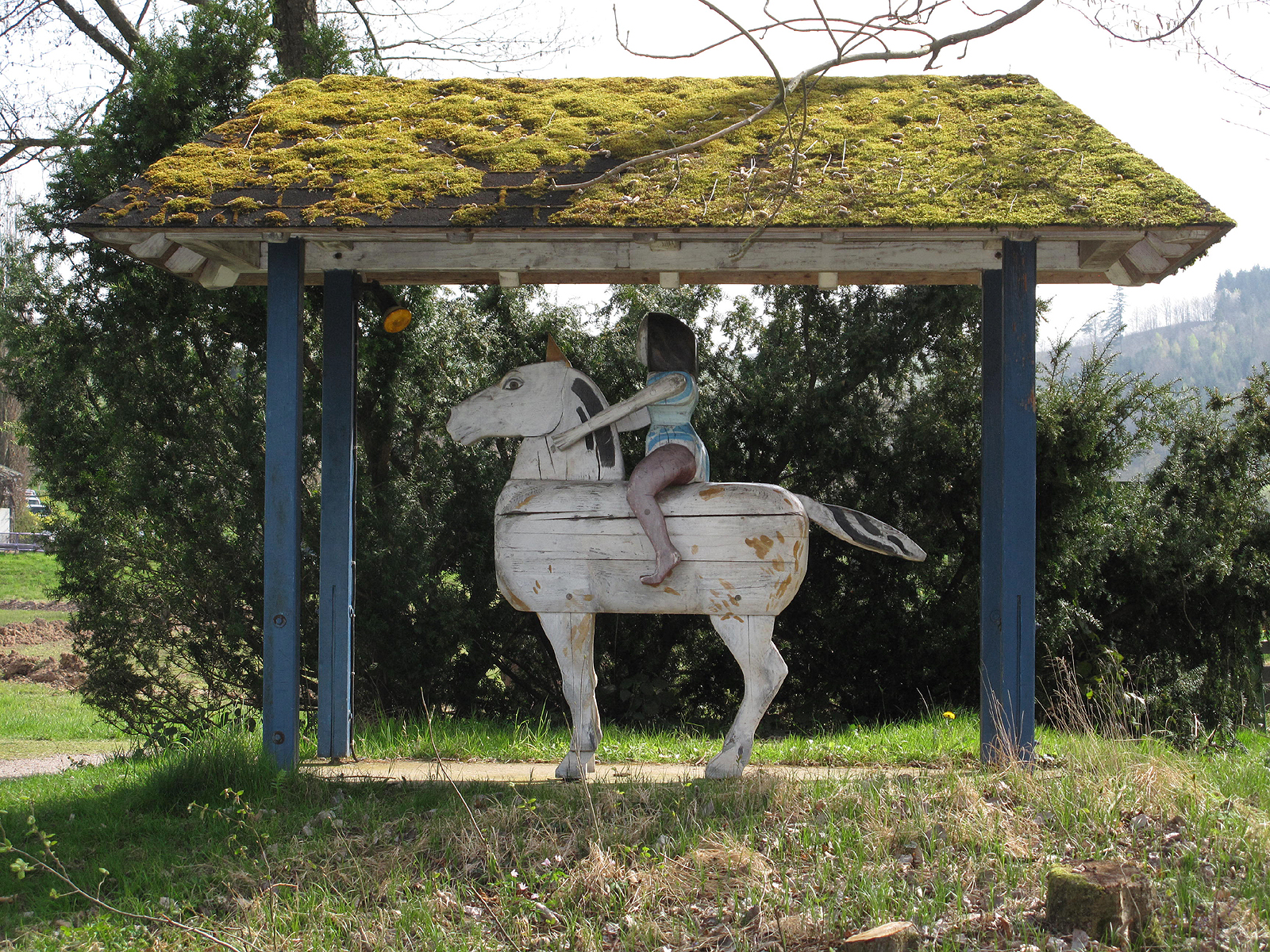
Christa Biederbick-Tewes, Kleine Reiterin, 1986 Parc des sculptures
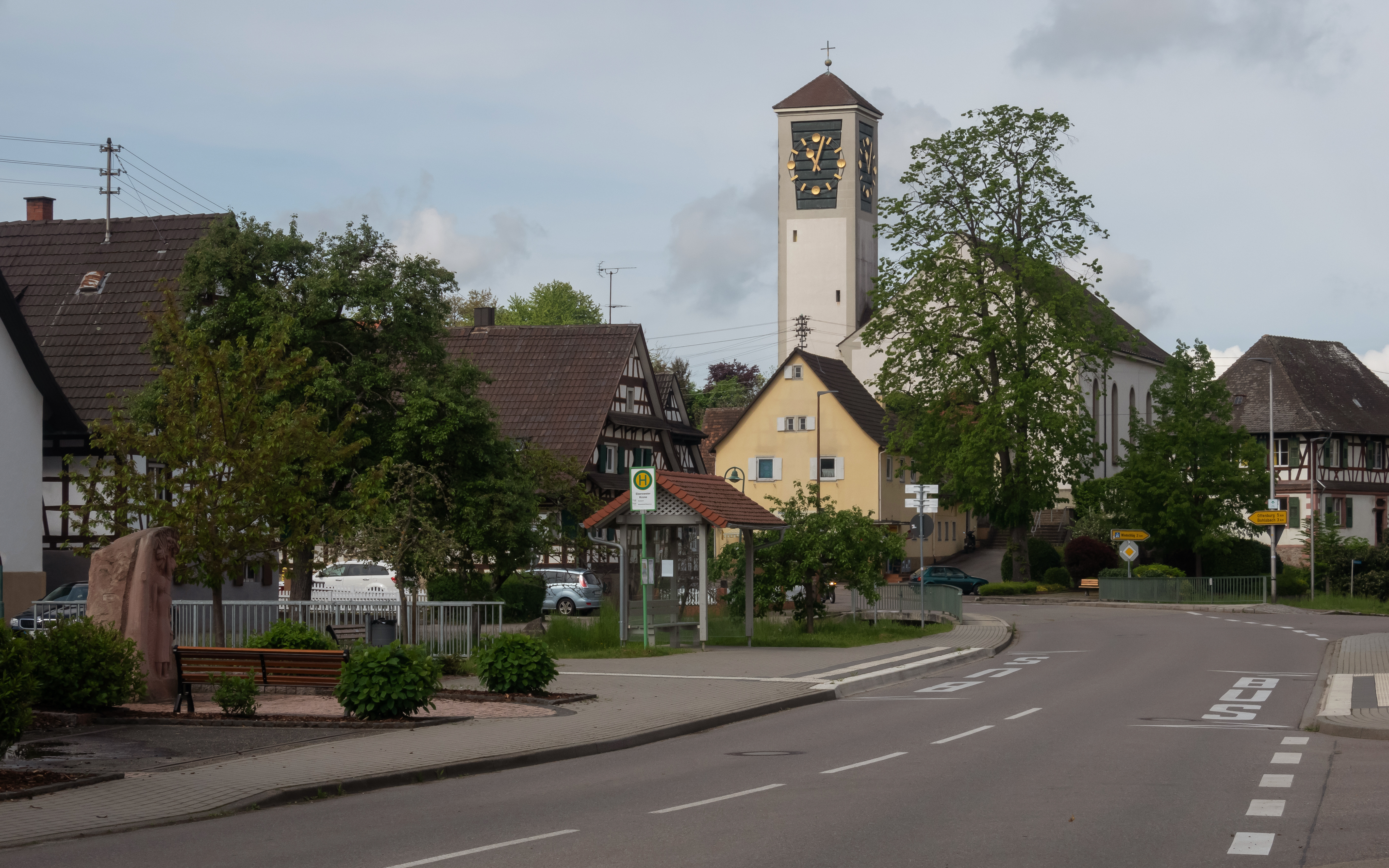
Ebersweier, église de la Sainte-Croix (Heilig Kreuz Kirche)

## Lien web
- (de) [vidéo] « Schwarzwald Durbach Skulpturen Park Staufenburgklinik  », sur YouTube